# ایساو ناکاوچی
ایساو ناکاوچی (انگلیسی: Isao Nakauchi; ۲ اوت ۱۹۲۲ – ۱۹ سپتامبر ۲۰۰۵) مؤلف (پدیدآور)، نویسنده و کارآفرین اهل ژاپن بود، که در سال ۱۹۵۷ شرکت دایئی را تأسیس کرد.